# Xenopus pygmaeus
Xenopus pygmaeus е вид жаба от семейство Безезични жаби (Pipidae). Видът не е застрашен от изчезване.

## Разпространение
Разпространен е в Демократична република Конго, Уганда и Централноафриканска република.

## Описание
Популацията на вида е стабилна.